# Butch

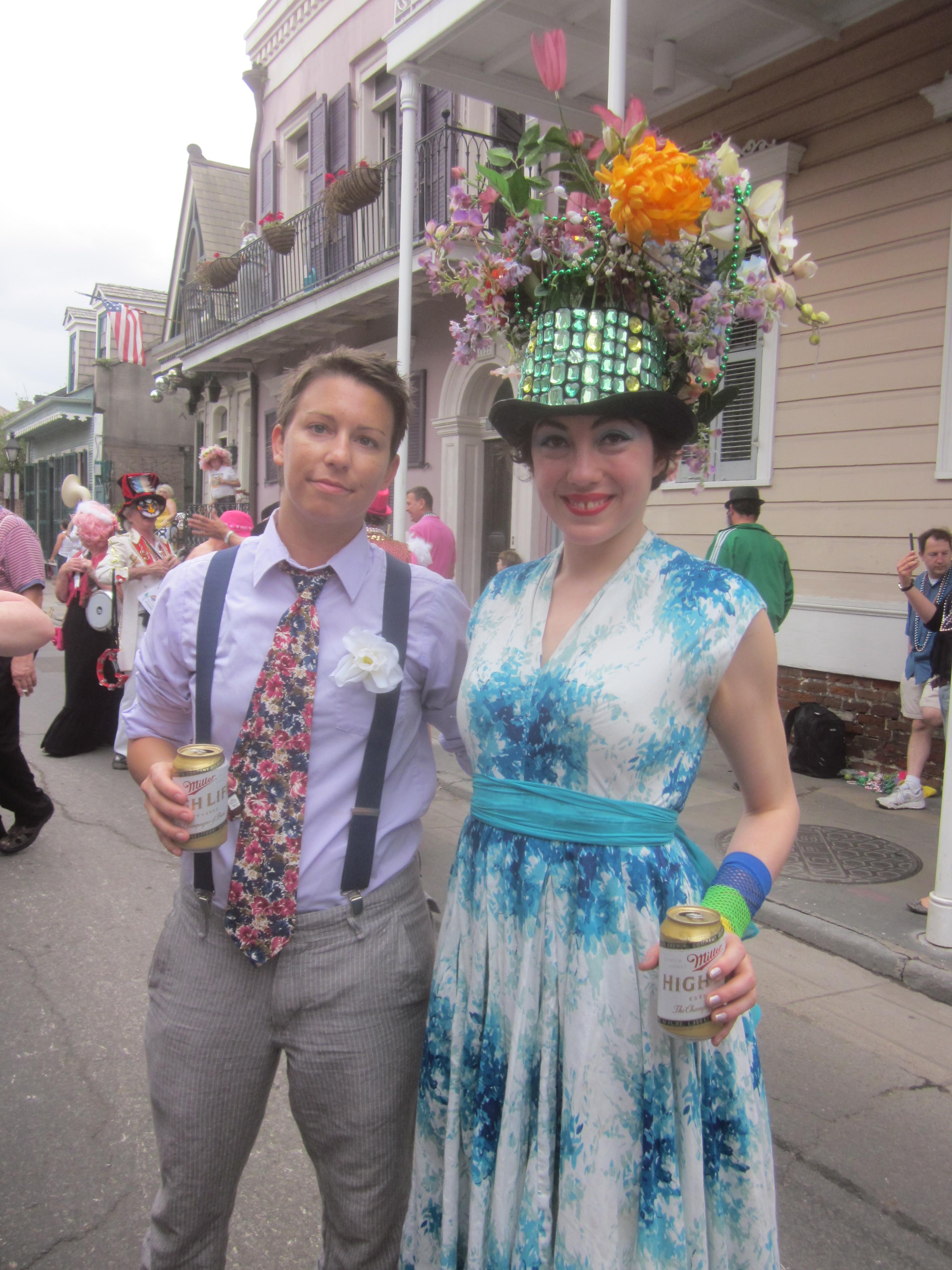
En butch har ofta maskulina kläder.

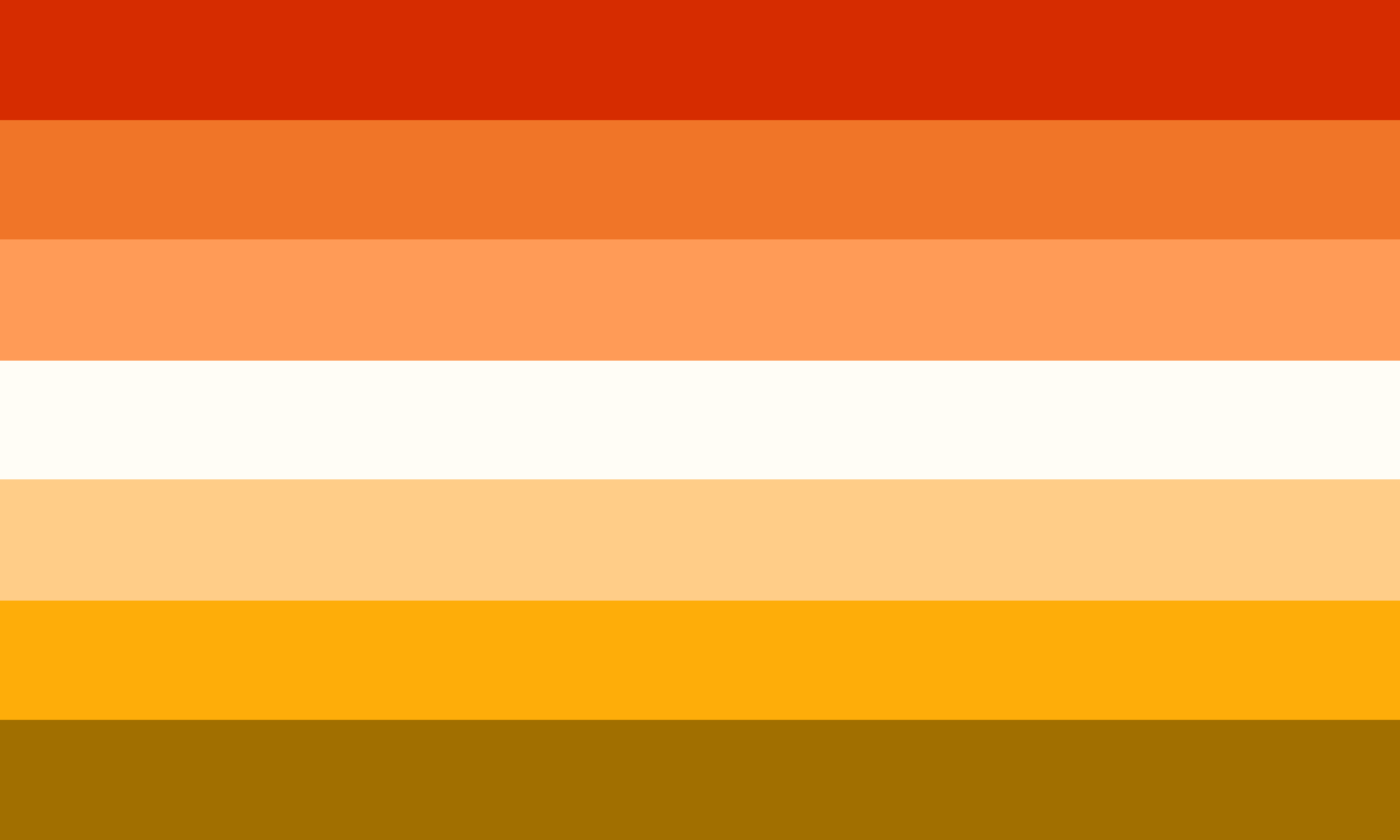
En flagga framtagen inom HBTQ-rörelsen som butchsymbol.

Butch är ett begrepp för att beskriva en homosexuell kvinna som använder symboler och yttre attribut ofta associerade med män (kort hår, "manliga" kläder, parfym avsedd för män med mera). Motsatsen till butch är femme, vilket är ett begrepp som beskriver en homosexuell kvinna med typiskt eller till och med överdrivet feminina karaktärsdrag. En homosexuell kvinna som varken kan beskrivas som butch eller femme beskrivs med begreppet kiki.
Ordets betydelse är belagd tillbaka till 1940-talet och förekom tidigt bland arbetarklasskvinnor, men det antas ha förekommit även längre tillbaka i tiden. Tidigare hade begrepp som Bull dagger och bull dyke fyllt en liknande betydelse inom den tidiga HBTQ-rörelsen. Butchkulturen var som mest utmärkande under 1950-talet och 1960-talet i delar av USA. Den har dock sedan 1990-talet fått något av en renässans i flera länder.
Begreppet butch kan användas såväl nedvärderande som uppvärderande om kvinnliga homosexuella, och det beroende på kontexten det uttrycks i.

## Källhänvisningar
1. ↑  Chukri, Rakel (2008-08-15): "Inga uttryck blir flata när hbt skriver sitt abc". Sydsvenskan.se. Läst 29 januari 2023.
2. ↑  "Ord som taggar- om HBT". Arkiverad 24 september 2015 hämtat från the Wayback Machine. Rfsl.se. Läst 9 januari 2015.
3. 1 2 3 4  Them. (21 augusti 2018). ”The REAL Meaning of the Word "Butch"” (på amerikansk engelska). them.. Arkiverad från originalet den 31 augusti 2021. https://web.archive.org/web/20210831234221/https://www.them.us/story/inqueery-butch. Läst 5 september 2021.
4. ↑  Bonnie Zimmerman, red (2000) (på engelska). Encyclopedia of Lesbian Histories and Cultures. "1". New York & London: Garland Publishing, ltd. sid. 140 ff. Arkiverad från originalet den 5 september 2021. https://web.archive.org/web/20210905061027/https://books.google.se/books?id=oSmBAAAAQBAJ&printsec=frontcover&hl=sv&source=gbs_ge_summary_r&cad=0#v=onepage&q&f=false. Läst 5 september 2021
5. 1 2  Bonnie Zimmerman, red (2000) (på engelska). Encyclopedia of Lesbian Histories and Cultures. "1". New York & London: Garland Publishing, Inc. sid. 138 ff. Arkiverad från originalet den 5 september 2021. https://web.archive.org/web/20210905061027/https://books.google.se/books?id=oSmBAAAAQBAJ&printsec=frontcover&hl=sv&source=gbs_ge_summary_r&cad=0#v=onepage&q&f=false. Läst 5 september 2021
6. ↑  Eli R. Green & Eric N. Peterson, LGBTQI Terminology Arkiverad 21 februari 2021 hämtat från the Wayback Machine., 2003-2004, LGBT Resource Center, UC Riverside, Moreno Valley Collage. Hämtad 5 september 2021.